# Championnat de France des rallyes 1987
Navigation
Édition précédente Édition suivante
Second titre pour Didier Auriol. Il devance Bernard Béguin, mais ce dernier peut se consoler avec une victoire d'importance au Tour de Corse. Le championnat est maintenant réserve aux véhicules des groupes A et N. Les groupes B étant désormais bannis comme en championnat du monde.

## Rallyes de la saison 1987
| N° | Dates                   | Rallye                 | Vainqueur      | Copilote           | Voiture                 |
| 1  | 27 mars-29 mars         | Rallye des Garrigues   | Alain Oreille  | Sylvie Oreille     | Renault 11 Turbo        |
| 2  | 10 avril-12 mai         | Rallye Alpin-Behra     | Didier Auriol  | Bernard Occelli    | Ford Sierra RS Cosworth |
| 3  | 24 avril-26 avril       | Critérium de Touraine  | Bernard Béguin | Jean-Jacques Lenne | BMW M3                  |
| 4  | 7 mai-10 mai            | Tour de Corse          | Bernard Béguin | Jean-Jacques Lenne | BMW M3                  |
| 5  | 5 juin-7 juin           | Rallye du Rouergue     | Didier Auriol  | Bernard Occelli    | Ford Sierra RS Cosworth |
| 6  | 18 juin-20 juin         | Rallye Alsace-Vosges   | Didier Auriol  | Bernard Occelli    | Ford Sierra RS Cosworth |
| 7  | 4 septembre-6 septembre | Rallye du Mont-Blanc   | Didier Auriol  | Bernard Occelli    | Ford Sierra RS Cosworth |
| 8  | 8 octobre-11 octobre    | Rallye d'Antibes       | Bernard Béguin | Jean-Jacques Lenne | BMW M3                  |
| 9  | 6 novembre-8 novembre   | Critérium des Cévennes | Didier Auriol  | Bernard Occelli    | Ford Sierra RS Cosworth |
| 10 | 26 novembre-29 novembre | Rallye du Var          | Didier Auriol  | Bernard Occelli    | Ford Sierra RS Cosworth |

## Classement du championnat
| Place | Pilote              | Voiture                      | 1   | 2   | 3   | 4   | 5   | 6   | 7   | 8   | 9   | 10  | Points |
| ----- | ------------------- | ---------------------------- | --- | --- | --- | --- | --- | --- | --- | --- | --- | --- | ------ |
| 1er   | Didier Auriol       | Ford Sierra RS Cosworth      | ab  | 1er | ab  | 8e  | 1er | 1er | 1er | 2e  | 1er | 1er | 133    |
| 2e    | Bernard Béguin      | BMW M3                       | ab  | 3e  | 1er | 1er | 2e  | 2e  | ab  | 1er | ab  | 2e  | 109    |
| 3e    | Alain Oreille       | Renault 11 Turbo             | 1er | 2e  | 2e  | 9e  | ab  | 4e  | 2e  | 4e  | 3e  | 3e  | 100    |
| 4e    | Pierre-César Baroni | Ford Sierra RS Cosworth Gr N | ab  | 4e  | 4e  | ab  | 4e  | 3e  | 7e  | ab  | 7e  | ab  | 79     |
| 5e    | Philippe Bugalski   | Renault 5 GT Turbo Gr N      | 3e  | 7e  | 5e  |     | 6e  | 6e  | ab  | 9e  | ab  | 10e | 71     |
| 6e    | Yves Loubet         | Alfa Romeo 75 Turbo          | ab  |     |     |     | 3e  |     |     | 3e  |     | 4e  | 38     |
| 6e    | Yves Loubet         | Lancia Delta HF 4WD          |     |     |     | 2e  |     |     |     |     |     |     | 38     |
| 7e    | François Chatriot   | Renault 11 Turbo             |     |     |     | 5e  |     |     |     |     |     |     | 34     |
| 7e    | François Chatriot   | BMW M3                       |     |     |     |     |     |     |     |     | 2e  |     | 34     |
| 8e    | Jean Ragnotti       | Renault 11 Turbo             |     |     |     | 4e  |     |     |     |     |     |     | 32     |
| 9e    | François Delecour   | Peugeot 205 GTI Gr N         | 6e  | 11e | 7e  |     |     | 10e |     |     | 15e | 12e | 31     |
| 10e   | Patricia Bertapelle | Renault 11 Turbo             |     | 8e  | 3e  |     | 9e  | 7e  | 5e  |     | 8e  |     | 29     |

### Autres championnats/coupes sur asphaltes
- Championnat de France des rallyes 2e Division : 
  - 1erJacques Vulliet sur Ford Sierra RS Cosworth Gr N avec 98pts
  - 2e Pascal Mackerer sur Volkswagen Golf GTI et Ford Sierra RS Cosworth Gr N avec 89pts
  - 3e Gérard Maurin sur Volkswagen Golf GTI avec 63pts

- Dotation VAG :
  - 1erPascal Mackerer
  - 2e Gérard Maurin